# Jakob Fugger
Jakob Fugger (født 6. marts 1459 i Augsburg, død 30. december 1525 sammesteds) eller Jakob den Rige var en tysk forretningsmand. Han var søn af Jakob Fugger den ældre og Barbara Fugger og tilhørte familien Fugger, som var den rigeste familie i Europa. Hans private formue skyldtes hovedsageligt et handelsmonopol på guld, sølv og kobber. Fugger var en af grundlæggerne af salget af afladsbreve.
Han formåede at hæve sin families værdi til ca. 2 millioner gylden (justeret for inflation cirka 2,3 milliarder kroner i 2022). Ved hans død svarede det ca. til 2 % af Europas BNP.
Fugger udlånte enorme summer til kejser Maximilian 1. og var med til at sikre Karl 5.s valg som tysk-romersk kejser ved bestikkelse af valgbestyrelsen. Karl V adlede hele familien Fugger og gav dem suveræn ret til dens jord. Det betød, at den fik ret til at slå deres egne mønter. Som den rigeste familie i Europa støttede den kunst, skoler og filantropi, hovedsageligt i Augsburg. Jacob Fugger grundlagde i 1516 Fuggerei, den ældste sociale institution i verden. I Fuggerei  blev Leopold Mozart, far til Wolfgang Amadeus Mozart, født.
Fugger finansierede Christian 2. helt til slaget ved Västerås i 1521, hvor Christian 2. mistede kontrollen over det svenske Bergslagen i Gustav Vasas oprør.

## Yderligere læsning
- Greg Steinmetz (2015). The Richest Man Who Ever Lived: The Life and Times of Jacob Fugger. 2015. Simon and Schuster. ISBN 9781451688559.